# Liste des gares de Lorraine

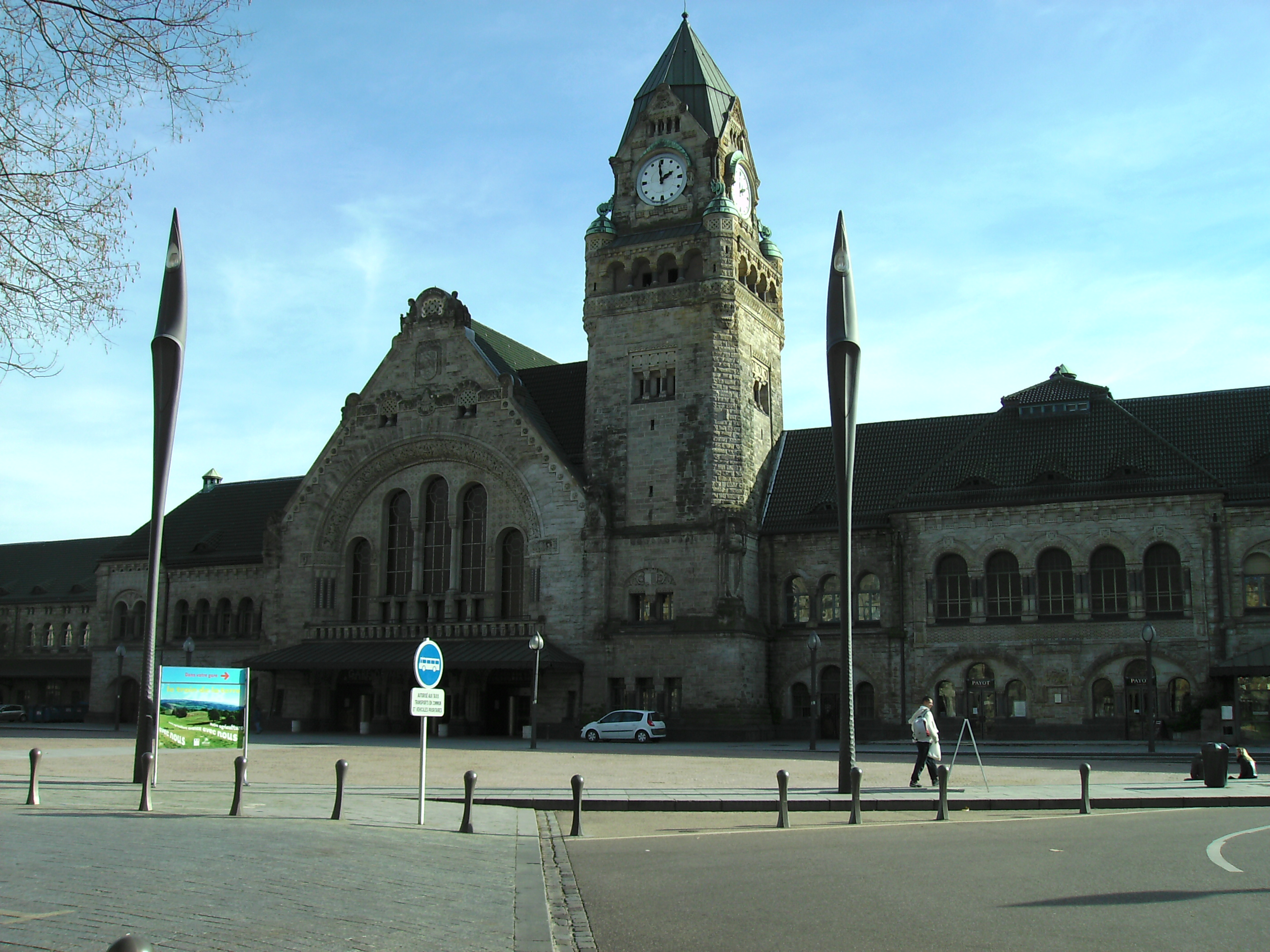
La gare de Metz-Ville.

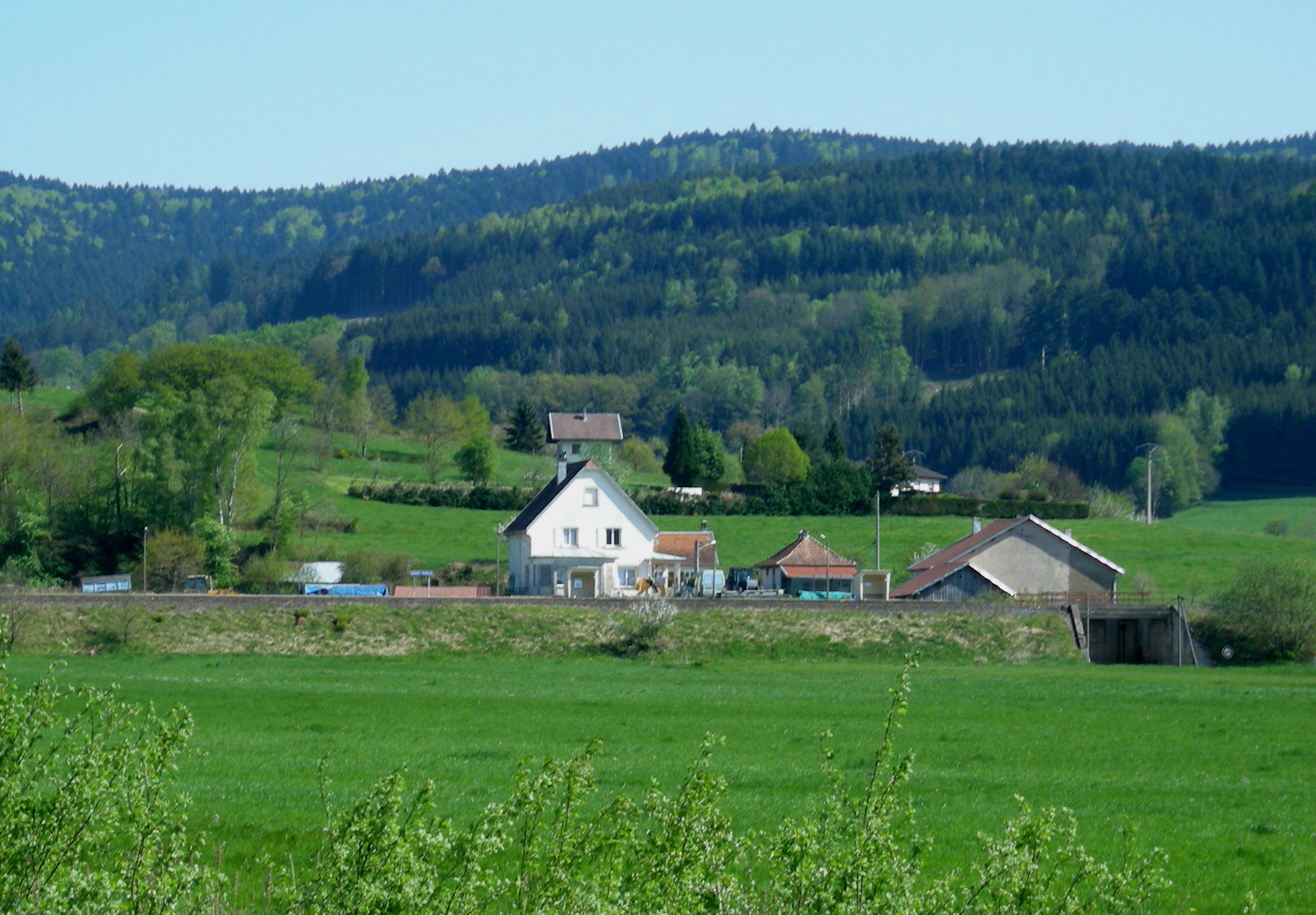
La gare de Lesseux - Frapelle.

La liste des gares de Lorraine, est une liste des gares ferroviaires, haltes ou arrêts, situées en Lorraine (départements de Meurthe-et-Moselle, de la Meuse, de la Moselle et des Vosges).
Liste exhaustive pour les gares ouvertes au service des voyageurs, et limitée à celles ayant un article pour les gares fermées.

## Gares ferroviaires des lignes du réseau national

### Gares ouvertes au trafic voyageurs
Liste des gares ouvertes au service des voyageurs : celles de la Société nationale des chemins de fer français (SNCF) et notamment du réseau TER Lorraine et deux gares desservies uniquement par la Société nationale des chemins de fer luxembourgeois (CFL).
- Gare d'Ancy-sur-Moselle
- Gare d'Apach
- Gare d'Arches
- Gare d'Ars-sur-Moselle
- Gare d'Auboué
- Gare d'Audun-le-Roman
- Gare d'Audun-le-Tiche[2]
- Gare d'Azerailles
- Gare de Baccarat
- Gare de Bains-les-Bains
- Gare de Bar-le-Duc
- Gare de Baroncourt
- Gare de Basse-Ham
- Gare de Bayon
- Gare de Belleville (Meurthe-et-Moselle)
- Gare de Bénestroff
- Gare de Béning
- Gare de Berthelming
- Gare de Bertrichamps
- Gare de Blainville - Damelevières
- Gare de Bruyères (Vosges)
- Gare de Champigneulles
- Gare de Charmes (Vosges)
- Gare de Châtel - Nomexy
- Gare de Chenevières
- Gare de Commercy
- Gare de Conflans - Jarny
- Gare de Contrexéville
- Gare de Courcelles-sur-Nied
- Gare de Dieulouard
- Gare de Dombasle-sur-Meurthe
- Gare d'Einvaux
- Gare d'Éloyes
- Gare d'Épinal
- Gare d'Étain
- Gare d'Étival-Clairefontaine
- Gare de Farébersviller
- Gare de Farschviller
- Gare de Faulquemont
- Gare de Fontenoy-sur-Moselle
- Gare de Forbach
- Gare de Foug
- Gare de Frouard
- Gare de Gandrange - Amnéville
- Gare de Hagondange
- Gare d'Hatrize
- Gare de Hayange
- Gare d'Herny
- Gare de Hettange-Grande
- Gare de Hombourg-Haut
- Gare d'Homécourt
- Gare d'Houdemont
- Gare de Hundling
- Gare d'Igney
- Gare d'Igney - Avricourt
- Gare de Jarville-la-Malgrange
- Gare de Jœuf
- Gare de Kalhausen
- Gare de Kœnigsmacker
- Gare de Laneuveville-devant-Nancy
- Gare de Liverdun
- Gare de Longuyon
- Gare de Longwy
- Gare de Lorraine TGV
- Gare de Ludres
- Gare de Lunéville
- Gare de Lutzelbourg
- Gare de Maizières-lès-Metz
- Gare de Malling
- Gare de Marbache
- Gare de Ménil-Flin
- Gare de Messein
- Gare de Metz-Nord
- Gare de Metz-Ville
- Gare de Meuse TGV
- Gare de Mont-sur-Meurthe
- Gare de Montmédy
- Gare de Morhange
- Gare de Moyeuvre-Grande
- Gare de Nançois - Tronville
- Gare de Nancy-Ville
- Gare de Neufchâteau
- Gare de Neuves-Maisons
- Gare de Novéant
- Gare d'Onville
- Gare de Pagny-sur-Meuse
- Gare de Pagny-sur-Moselle
- Gare de Peltre
- Gare de Pompey
- Gare de Pont-à-Mousson
- Gare de Pont-Saint-Vincent
- Gare de Pouxeux
- Gare de Provenchères-sur-Fave
- Gare de Raon-l'Étape
- Gare de Réding
- Gare de Rémilly
- Gare de Remiremont
- Gare de Revigny
- Gare de Rombas - Clouange
- Gare de Rosières-aux-Salines
- Gare de Saint-Avold
- Gare de Sanry-sur-Nied
- Gare de Sarrebourg
- Gare de Sarreguemines
- Gare de Sierck-les-Bains
- Gare de Saint-Clément-Laronxe
- Gare de Saint-Dié-des-Vosges
- Gare de Saint-Michel-sur-Meurthe
- Gare de Saint-Nabord
- Gare de Teting
- Gare de Thaon
- Gare de Thiaville
- Gare de Thionville
- Gare de Toul
- Gare d'Uckange
- Gare de Valleroy - Moineville
- Gare de Vandières
- Gare de Varangéville-Saint-Nicolas
- Gare de Verdun
- Gare de Vincey
- Gare de Vittel
- Gare de Volmerange-les-Mines[3]
- Gare de Walygator-Parc
- Gare de Woippy
- Gare de Xertigny

### Gares ouvertes uniquement au trafic marchandises
- Terminal combiné de Champigneulles
- Gare de Creutzwald
- Gare de Héming
- Gare de Metz-Chambière
- Gare de Metz-devant-les-Ponts
- Gare de Metz-Sablon
- Gare de Réhon (desserte d'une installation terminale embranchée)
- Gare de Sarrebourg-Marchandises
- Gare de triage de Woippy

### Gares fermées à tout trafic: situées sur une ligne en service
- Gare d'Arzviller
- Gare d'Anzeling
- Gare de Barisey-la-Côte
- Gare de Biffontaine
- Gare de Bouzonville
- Gare de Cons-la-Grandville
- Gare de Corcieux-Vanémont
- Gare de Creutzwald
- Gare de Diebling
- Gare de Distroff
- Gare de Docelles - Cheniménil
- Gare d'Ébersviller
- Gare de Forcelles-Saint-Gorgon
- Gare de Freistroff
- Gare de Gondrexange
- Gare de Hargarten - Falck
- Gare de Hombourg-Budange
- Gare de Kédange
- Gare de Kuntzig
- Gare de L'Hôpital (Moselle)
- Gare de L'Hôpital-Puits-Neuf
- Gare de La Roche-sous-Montigny
- Gare de Laveline-devant-Bruyères
- Gare de Lépanges
- Gare de Lesseux - Frapelle
- Gare de Merlebach-Freyming
- Gare de Metzervisse
- Gare de Mont-Saint-Martin
- Gare de Nouvel-Avricourt
- Gare d'Oberstinzel
- Gare de Raves - Ban-de-Laveline
- Gare de Réchicourt-le-Château
- Gare de Rémelfing
- Gare de Sarreinsming
- Gare de Schalbach
- Gare de Saint-Firmin - Housséville
- Gare de Thiaucourt
- Gare de Viviers-sur-Chiers
- Gare de Wittring
- Gare de Yutz
- Gare de Zetting

### Gares détruites: situées sur une ligne en service
- Gare de Baudrecourt
- Gare de Brettnach
- Gare de Carling
- Gare de Lesse
- Gare de Metz-Marchandises
- Gare de Mittersheim
- Gare de Rodalbe - Bermering
- Gare de Sarraltroff
- Ancienne gare de Sarrebourg

### Gares fermées à tout trafic: situées sur une ligne fermée, inexploitée ou déposée
- Gare d'Abreschviller
- Gare d'Anould
- Gare d'Audun-le-Tiche-Mont
- Gare d'Aumetz
- Gare d'Aumontzey
- Gare de Ban-sur-Meurthe-Clefcy
- Gare de Bainville
- Gare de Bannstein
- Gare de Barville-Bas
- Gare de Boulange
- Gare de Briey
- Gare de Bitche
- Gare de Bitche-Camp
- Gare de Bussang
- Gare de Ceintrey
- Gare de Clermont-en-Argonne
- Gare de Colroy - Lubine
- Gare de Cornimont
- Gare de Damblain
- Gare de Diarville
- Gare de Dieuze
- Gare de Dommartin
- Gare d'Éguelshardt
- Gare d'Enchenberg
- Gare de Fénétrange
- Gare de Fraize
- Gare de Fresse
- Gare de Gérardmer
- Gare de Granges
- Gare de Hartzviller
- Gare de Hesse
- Gare de Hielle
- Halte d'Imling
- Gare des Islettes
- Gare de La Forge
- Gare de Lamarche
- Gare de La Verrerie-de-Portieux
- Gare de Lemberg
- Gare de Léning
- Gare de Lorquin
- Gare de Martigny-les-Bains
- Gare de Maxonchamp
- Gare de Meisenthal
- Ancienne gare de Metz
- Gare de Mirecourt
- Gare de Moriville
- Gare de Moyemont
- Gare de Moyenmoutier
- Gare de Niederstinzel
- Gare de Nitting
- Gare de Nancy-Saint-Georges
- Gare d'Ortoncourt
- Gare de Petit-Réderching
- Gare de Philippsbourg
- Gare de Pierreville
- Gare de Plombières-les-Bains
- Gare de Poussay
- Gare de Praye-sous-Vaudémont
- Gare de Pulligny - Autrey
- Gare du Rabodeau
- Gare de Rambervillers
- Gare de Ramonchamp
- Gare de Rech
- Gare de Rehaincourt
- Gare de Rohrbach-lès-Bitche
- Gare de Romont (Vosges)
- Gare de Rozières-sur-Mouzon
- Gare de Rupt-sur-Moselle
- Gare de Saint-Léonard
- Gare de Saint-Louis-lès-Bitche
- Gare de Saint-Maurice
- Gare de Sainte-Marguerite - Remomeix
- Gare de Sarralbe
- Gare de Saulxures-sur-Moselotte
- Gare de Senones
- Gare de Soucht
- Gare de Syndicat - Saint-Amé
- Gare de Tantonville
- Gare du Thillot
- Gare de Thiéfosse
- Gare de Vagney
- Gare de Vallérysthal-Troisfontaines
- Gare de Vasperviller - Saint-Quirin
- Gare du Val-d'Ajol
- Gare de Vecoux
- Gare de Vézelise
- Gare de Wœlfling-lès-Sarreguemines
- Gare de Xermaménil - Lamath
- Gare de Xeuilley
- Gare de Zainvillers

## Voie étroite

### Gares fermées
- Gare de Berling
- Gare de Graufthal
- Halte de Lutzelbourg-village
- Gare de Phalsbourg
- Gare de Phalsbourg-Maisons-Rouges
- Gare de Vilsberg